# Mistura racémica
Em Química, uma mistura racémica (português europeu) ou mistura racêmica (português brasileiro) é uma mistura em quantidades iguais de dois enantiómeros de uma molécula quiral, cuja atividade ótica não desvia o plano da luz polarizada nem para a esquerda (levogiro), nem para a direita (dextrogiro). É, portanto uma mistura de 50% do enantiômero levogiro e 50% do dextrogiro.
A nomenclatura química das misturas racêmicas é dada pelo prefixo (±)- ou rac- (ou racem-) ou pelos símbolos RS e SR.

## Nomenclatura
Misturas racêmicas são nomeadas utilizando os prefixos(±)- ou DL-, sendo que os prefixos DL são mais utilizados para nomear açucares. Outras prefixos como rac-, racem- e os símbolos RS e SR (em itálico) também são comumente usados.

## Atividade Ótica
Substâncias compostas por moléculas quirais possuem atividade óptica, ou seja, quando a luz passa por um meio quiral ela é polarizada, rotacionando em referência a seu estado inicial, de forma horária ou anti-horária, daí o nome luz plano-polarizada. Essa rotação é dada pela variação de velocidade em que a luz transpassa a amostra que possui moléculas quirais, sendo ocasionada pelas interações entre os elétrons presentes nas moléculas e na luz. Contudo, substâncias formadas por moléculas aquirais são oticamente inativas.
A rotação no plano da luz polarizada pode ser provocada nos sentidos horário e anti-horário, sendo provocadas respectivamente por moléculas dextrogiras (R ou -) e levogiras (S ou +). Com isso, o grau de atividade óptica de uma amostra é medida conforme a rotação líquida da luz polarizada evidenciada quando a luz emerge. Ou seja, é determinada pela soma das rotações no plano da luz polarizada provocadas por essas moléculas, de forma que se a luz mostrar-se no mesmo plano inicial no final do percurso diz-se que a substância não possui atividade ótica. Substâncias que possuem moléculas quirais também podem ser opticamente inativas, pois como dito anteriormente, o grau de atividade óptica é dado pela rotação líquida no plano da luz polarizada, então amostras que provocam rotação líquida nula na luz polarizada são opticamente inativas.
Portanto, misturas que possuem exclusiva ou predominantemente um dos enantiômeros  (R) ou (S) de uma molécula quiral qualquer, provoca rotação líquida na luz polarizada, porém, se houver quantidades equimolares de tais enantiômeros a substância encontra-se opticamente inativa, com rotação líquida nula, de forma que as rotações são canceladas entre os enantiômeros. Tal mistura é denominada Mistura Racêmica (±).

## Histórico
A mistura racêmica ou racemato foi descrita pela primeira vez em um trabalho de Louis Pasteur, utilizando um sal de ácido tartárico. Em análise realizada utilizando luz polarizada ele percebeu que o referido sal, a princípio oticamente inativo, ou seja, não causava desvio no plano da luz polarizada, ao ser recristalizado formava dois compostos oticamente ativos.
Entretanto o problema acerca de sua observação era o seguinte, uma recristalização, por se tratar de um método de purificação não pode resultar em um composto químico diferente, então ao purificar o sal de ácido tartárico, seria obtido o mesmo sal com menos impurezas. Logo, neste contexto, não seria possível formar dois compostos quirais (que desviam a luz polarizada) a partir de um composto aquiral (que não tem atividade ótica), pois este fenômeno só ocorreria mediante à reação química envolvendo quebra de ligações e formação de novas, consequentemente.
Excluindo a possibilidade de se tratar de um composto aquiral, Pasteur pôde concluir que o composto que ele purificou tratava-se de uma mistura com proporções iguais de dois enantiômeros, sendo 50% dextrogira e 50% levogira, pois embora ambos os enantiômeros provoquem rotação no plano da luz polarizada, por serem espelho um do outro e estarem na mesma proporção, a rotação ocorre em sentidos opostos, sendo canceladas.

## Propriedades
Apesar de uma mistura racêmica conter dois tipos de moléculas bem similares estruturalmente, é evidente que as propriedades óticas dos enantiômeros são opostas. Entretanto, estas moléculas podem não se diferenciar somente no aspecto ótico, diferenças em propriedades físicas como fusão e ebulição também são comumente observadas.
Outro aspecto igualmente relevante, são as diferenciações de atividades químicas e biológicas que podem ocorrer em se tratando de compostos dextrogiros e levogiros.
No âmbito químico, dois enântiômeros (compostos quirais) podem reagir com um composto aquiral, analogamente, as mãos direita e esquerda (espelho uma da outra – “enantômeros”) podem pegar uma bola de tênis (composto aquiral).
Todavia ao reagir um composto quiral com enantiômeros, os produtos não serão imagens especulares, neste caso, utiliza-se a seguinte a analogia, uma luva de mão direita pode até “reagir” com a mão esquerda, mas o produto não será parecido com o obtido ao colocar a luva na mão esquerda.